# Gustav Niessl von Mayendorf
Gustav Niessl von Mayendorf, auch Mayendorff, Maiendorf, oft zitiert als G. von Niessl, (* 26. April 1839 in Verona; † 1. September 1919 in Hütteldorf bei Wien) war ein österreichischer Astronom und Mykologe. Sein botanisch-mykologisches Autorenkürzel lautet „Niessl“.
Niessl war der Sohn eines Artillerieoffiziers, studierte am Polytechnikum in Wien und wurde dort 1857 Assistent für praktische Geometrie bei Herr. 1859 vertrat er den Lehrstuhl für praktische Geometrie an der Technischen Lehranstalt in Brünn, wo er 1860 ordentlicher Professor wurde und später praktische Geometrie, Astronomie und Höhere Geodäsie vertrat. 1968/1869 war er deren Direktor. Nachdem diese Technische Hochschule wurde, war er 1877/78 und 1888/89 deren Rektor. 1907 emeritierte er (und wurde im selben Jahr Ehrendoktor). 1883 wurde er Regierungsrat und 1902 k.k. Hofrat. Mehrere Jahrzehnte war er Sekretär des Naturforschenden Vereins von Brünn.
Niessl befasste sich zunächst mit Geodäsie. Als Astronom beschäftigte sich Niessl mit Meteorbahnen und schrieb auch den entsprechenden Artikel in der Enzyklopädie der mathematischen Wissenschaften (1907). Niessl war auch ein bedeutender Pilzsammler und Mykologe, dessen Sammlung an die Botanische Staatssammlung München ging. Er galt als Kenner der Flora in Mähren und Schlesien und hatte mit dem Erforscher der Kryptogamen Gottlob Ludwig Rabenhorst engen Kontakt.
Zwei Pilz-Gattungen sowie einige weitere Taxa wurden nach ihm benannt. Besonders befasste er sich mit mikroskopischen Schlauchpilzen, Schleimpilzen und Rostpilzen, über die er auch publizierte.
Seit 1904 war er korrespondierendes Mitglied der Österreichischen Akademie der Wissenschaften. Er war Mitglied der Österreichischen Kommission für Internationale Erdmessung und des Patentgerichtshofs.